# Det' ren kagemand
Det' ren kagemand var et hjemmevideoprogram, der blev sendt fredage på DR1 fra 1997-99. I anden sæson kunne indsenderen af ugens bedste hjemmevideo vinde en "multimedie PC", mens anden- og tredjepladsen hver modtog en "populær spillemaskine".
Søs Sif Andersen var vært på programmets anden sæson, hvor Søren Dahl stod for levende musik. Finn Dyrnesli var tilrettelægger på programmet.